# Made in America
Made in America је књига чији је аутор амерички писац Бил Брајсон. Дело представља историјски и хумористички осврт на освајање и колонизацију Америке, формирање САД и продор на Запад. Затим се писац бави настанком демократије, храном, енглеским језиком и његовом еволуцијом у САД, сексом и слободом говора.